# Логінов Євген Федорович
Євген Федорович Логінов (23 жовтня 1907, місто Гельсінгфорс, тепер Гельсінкі, Фінляндія — 7 жовтня 1970, місто Москва) — радянський діяч, начальник Головного управління Цивільного повітряного флоту, міністр цивільної авіації СРСР, маршал авіації (28.10.1967). Кандидат у члени ЦК КПРС у 1966—1968 роках. Член ЦК КПРС у 1968—1970 роках. Депутат Верховної Ради СРСР 7-го скликання.

## Життєпис
Народився в родині службовця. З 1923 року працював робітником на заводі.
У Червоній армії з лютого 1926 року. У 1926 році закінчив Військово-теоретичну школу льотчиків у Ленінграді, у 1928 році закінчив 2-гу Військову школу льотчиків в Борисоглібську.
З 1928 року служив у 56-й авіаескадрильї 1-ї авіаційної бригади Ленінградського військового округу: молодший льотчик, старший льотчик, командир ланки. З травня 1931 року — командир корабля 57-ї авіаескадрильї 3-й авіаційної бригади ВПС Ленінградського військового округу. З червня 1931 року — інструктор і командир 87-го окремого авіаційного загону Морських сил Балтійського моря.
З жовтня 1932 року — командир авіазагону 112-ї ескадрильї 28-ї авіабригади ВПС Московського військового округу, з квітня 1938 року — командир 112-ї ескадрильї.
З вересня 1938 року — інспектор з техніки пілотування 5-ї авіаційної бригади ВПС 1-ї Окремої Червонопрапорної Далекосхідної армії, а з листопада 1938 року — помічник командира 5-ї авіабригади.
Член ВКП(б) з 1939 року.
З вересня 1940 року — помічник начальника 2-ї вищої військової школи штурманів ВПС РСЧА в місті Іваново.
З серпня 1941 року — командир 51-ї далекобомбардувальної авіаційної дивізії, після її переформування в грудні 1941 року командував 1-ю нічною важкою бомбардувальною авіадивізією (в березні 1942 року переформована в 17-ту бомбардувальну авіаційну дивізію далекої дії). Дивізія брала участь в битві за Москву і в Сталінградській битві, здійснювала далекі рейди із бомбардуванню румунських нафтопромислів. З 1942 року — заступник командира, з травня 1943 по серпень 1946 року — командир 2-го гвардійського авіаційного корпусу далекої дії в складі авіації далекої дії СРСР.
З серпня 1946 по березень 1947 року — заступник командира 1-го гвардійського бомбардувального авіаційного корпусу далекої дії.
У 1949 році закінчив Вищу військову академію Генерального штабу імені Ворошилова.
З червня 1949 року — генерал-інспектор бомбардувальної авіації Головної інспекції Збройних Сил СРСР.
З серпня 1950 року — начальник факультету, з жовтня 1952 року — заступник начальника Військово-повітряної академії із навчальної роботи.
З січня 1954 по квітень 1956 року — командувач 24-ї повітряної армії в Групі радянських військ у Німеччині.
З квітня 1956 по лютий 1958 року — заступник головнокомандувача Військово-повітряних сил (ВПС) СРСР. З лютого 1958 року — генерал-інспектор ВПС Головної інспекції Міністерства оборони СРСР.
У червні 1959 був переведений в цивільну авіацію і по серпень 1964 року працював начальником Головного управління Цивільного повітряного флоту при Раді Міністрів СРСР.
25 серпня 1964 — 15 травня 1970 року — міністр цивільної авіації СРСР.
У травні — 7 жовтня 1970 року — військовий інспектор-радник Групи генеральних інспекторів Міністерства оборони СРСР.
Помер 7 жовтня 1970 року в Москві. Похований на Новодівочому цвинтарі Москви.

## Вищі військові звання
- Генерал-майор авіації (6.5.1942)
- Генерал-лейтенант авіації (13.3.1944)
- Генерал-полковник (8.8.1955)
- Маршал авіації (28.10.1967)

## Нагороди
- чотири ордени Леніна (17.05.1951, 16.04.1963, 4.11.1967)
- три ордени Червоного Прапора (29.03.1942, 6.05.1946, 30.12.1956)
- орден Кутузова 1-го ступеня (29.05.1945)
- орден Суворова 2-го ступеня (13.03.1944)
- орден Олександра Невського (25.03.1943)
- орден Червоної Зірки (3.11.1944)
- медалі
- Заслужений пілот СРСР